# Påtram

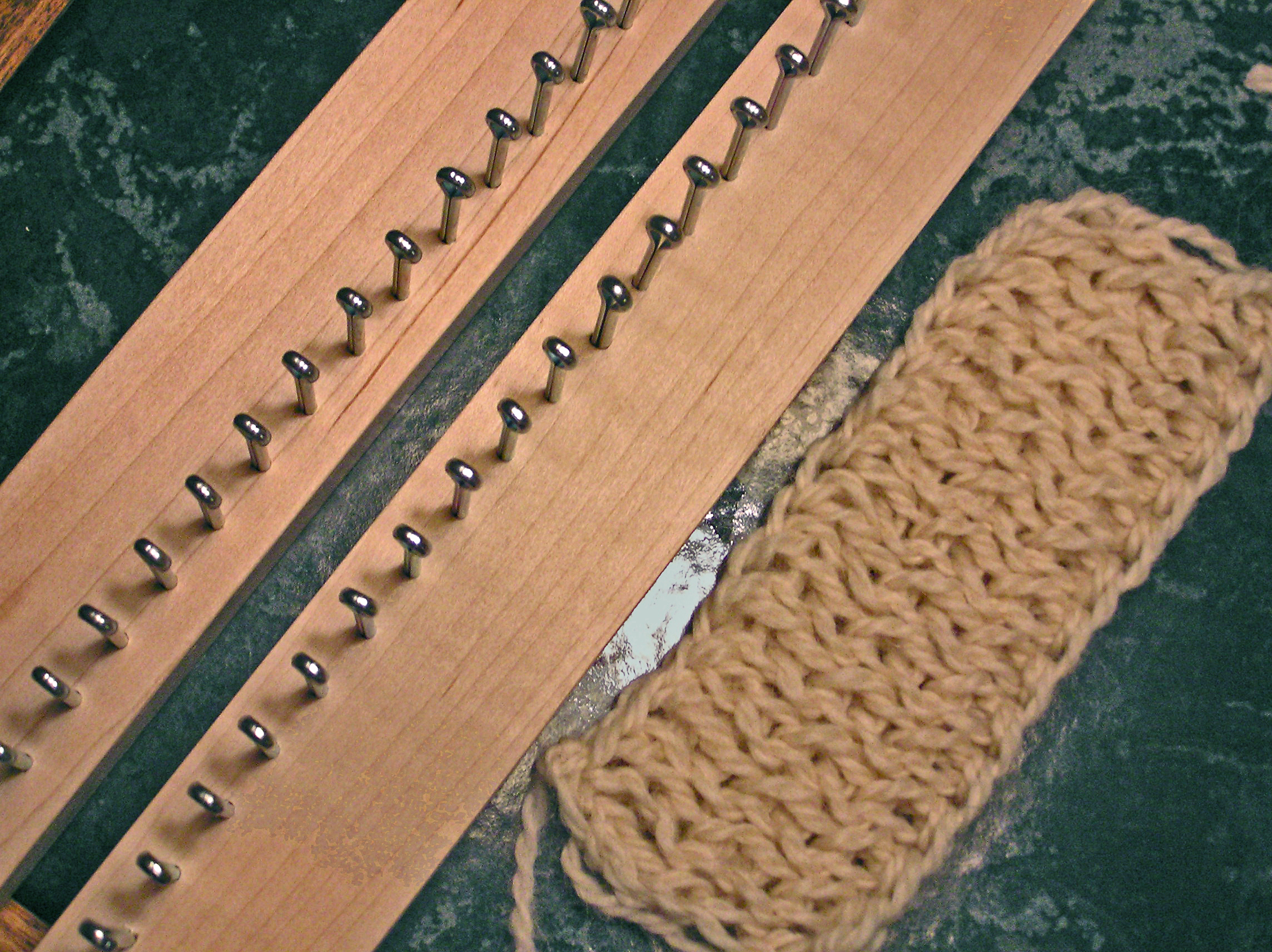
Påtram med stickning till höger.

Påtram, även kallad påtbräda, (engelska: knitting board) är ett redskap som används för att påta. Påtning är en hantverksteknik som påminner en del om stickning eller virkning, och det går att använda en påtram för att åstadkomma vissa resultat som framför allt stickning kan ge. Ramen kan vara ett alternativ till stickning för den som har svårt att hålla i stickorna eller för den som är liten och ännu inte klarar av att slappna av i fingrarna då maskor skall stickas. Påtramen är lätt att hantera, eftersom maskorna sitter kvar på ramen.
Andra verktygsvarianter inkluderar påtdocka, eller Stick-Lisa som den ibland kallas.

## Utformning

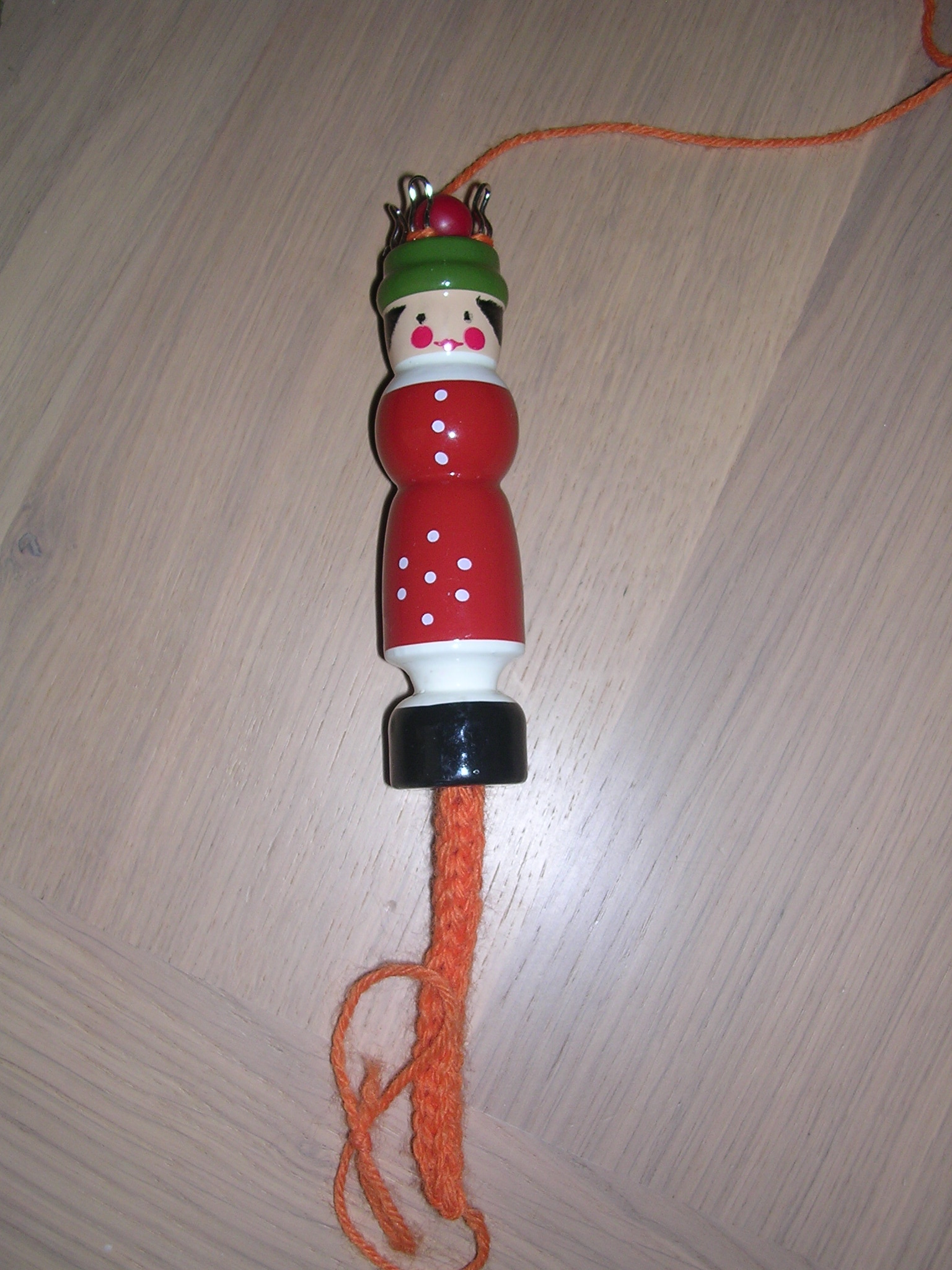
Påtdocka.

Påtramen består i grunden av en ram med en serie vertikala piggar på, och påtramar förekommer i flera olika former och material. Dessutom kan en pigg finnas på utsidan av ramen, för att fästa garnänden vid starten. Denna används också för att låsa arbetet när en lämnar det innan det är färdigt – detta för att förhindra att det repar upp sig. Runda påtramar lämpar sig för att påta cylinderformade arbeten, såsom benvärmare, mössor eller delar av en tröja. 
Namnet påtbräda förekommer ofta när påtramen består av en bräda med en lång och smal springa i mitten eller av två parallellt lagda brädor, som i ändarna är sammanfogade med vinkelrätt överlagda mindre brädbitar. Längs med den smala öppningen i mitten, slås på bägge sidor med jämna mellanrum en mängd små krampor eller korta spikar med huvud ner till hälften. 
Påtdocka eller Stick-Lisa är andra, snarlika begrepp för redskap som underlättar enkel stickning. De består av en ihålig cylinder med några få (ofta fyra) piggar, vilket ger få maskor per varv. Eftersom varven är korta blir det ett snabbt resultat varför påtdockan är ett utmärkt redskap för att lära mindre barn tekniken. Påtade längder kan användas på många olika sätt beroende på garnet som använts. Grövre garn ger en grövre tross och tunnare garn följaktligen en tunnare. Den grövre formen kan, beroende på längd, användas t.ex. som dragsko i en sydd påse, eller sättas som dekoration i ett blixtlås på ryggsäcken. Den tunnare varianten kan t.ex. användas som halsband.

## Teknik
Maskor läggs upp genom att garnet snos korsvis runt spikarna. För att binda maskor till maskor, så som i stickning, läggs garnet i ytterligare ett varv tillbaka till utgångspunkten. Detta varv skall läggas ovanför de först lagda maskorna och kan vara antingen snott s-format eller rakt u-format. Det ligger alltså två trådar runt varje spik innan påtramen är klar för påtning. Själva påtandet går till så att man för varje spik trär det undre garnet över det övre garnet och vidare över respektive spik. En virknål är ett bra hjälpmedel för att trä över maskorna. Varje längd som påtas från ände till ände motsvarar ett stickningsvarv.
En enkelsidig påtram är allt som behövs för att åstadkomma slätstickning. Med en dubbelsidig ram skapas enkelt resårstickning med eller utan snodda maskor. Den dubbelsidiga påtramen möjliggör långt fler mönstervariationer än stickning. Genom att garnet läggs runt kramporna på olika sätt kan mönstereffekter uppnås som är mycket svåra att härma i stickning. Ett mönster som lätt kan skapas på påtramen är patentstickning. Andra mönster är helt unika. Pärlor kan också träs på garnet i förväg och följa med i påtningen.

## Bruk i skolan
Påtning med påtram lärs ibland ut i grundskolans textilslöjd. Själva ramen kan ha tillverkats på träslöjden. Påtning på stickdocka är i förskolan en utmärkt introduktion till stickning. Barnen brukar tycka att det är spännande att se snodden växa fram ur hålet nedtill.